# Traquita
La traquita es una roca ígnea volcánica compuesta de feldespato potásico y otros minerales como plagioclasa, biotita, piroxeno y hornblenda. El equivalente plutónico de la traquita es la sienita.